# Krisenreaktionskräfte
Als Krisenreaktionskräfte (KRK) wurden in der Bundeswehr Verbände bezeichnet, die vorwiegend für Krisenintervention eingesetzt wurden. Diese Verbände waren ohne Mobilmachung nach kurzer Vorbereitungszeit abrufbar und überall einsetzbar. Die Ausstattung war besser als die der Hauptverteidigungskräfte (HVK) und die Ausbildung der Soldaten einsatzorientierter angelegt. Geplant waren Sollstärken von 50.000 bis zu 150.000 Soldaten. Insgesamt lag das verfügbare personelle Volumen ab dem 1. Januar 1996 bei etwa 50.000  Soldaten. 
Ihren Ursprung haben die KRK-Verbände Anfang der 1990er Jahre aus der Heeresstruktur V (N) und wurden später mit der Heeresstruktur Neues Heer für neue Aufgaben umgesetzt. Mit 37.000 Soldaten stellte das Heer einen großen Teil. Darunter fielen die deutschen Anteile in den ACE Rapid Reaction Corps, ACE Mobile Force (Land), Multinational Division Central sowie Eurokorps, die 12. und 21. Panzerbrigade, die Luftmechanisierte Brigade 1, die Luftlandebrigade 31, Teile der Luftlandebrigade 26, die Jägerbrigade 37, die deutschen Teile der Deutsch-Französischen Brigade, die Fallschirmjägerkompanien B1 (Kommando) sowie später das Kommando Spezialkräfte und die Stäbe des Kommandos Luftbewegliche Kräfte, der 7. und der 10. Panzerdivision. Es standen zusätzlich Unterstützungskräfte zur Verfügung, die einen Einsatz einer Heeresdivision mit zwei Brigaden ohne zusätzliche Mobilmachungsmaßnahmen ermöglichten. Als Zusatz trugen alle Teile das Kürzel KRK nach ihrem Namen. 
Mit der Neuausrichtung der Bundeswehr ab 2010 wurden die HVK- und KRK-Verbände aufgelöst. Sie gliedern sich seitdem in Eingreifkräfte, Stabilisierungskräfte und Unterstützungskräfte.